# جونکو تاکوچی
جونکو تاکوچی (انگلیسی: Junko Takeuchi؛ زادهٔ ۵ آوریل ۱۹۷۲) بازیگر و صداپیشهٔ اهل ژاپن است. وی از سال ۱۹۹۶ میلادی تاکنون مشغول فعالیت بوده‌است.